# والشتاوه
والشتاوه (به آلمانی: Wallstawe) یک شهر در آلمان است که در التمارکریز سالزودل واقع شده‌است. والشتاوه ۱٬۰۲۹ نفر جمعیت دارد.